# سورین ابست

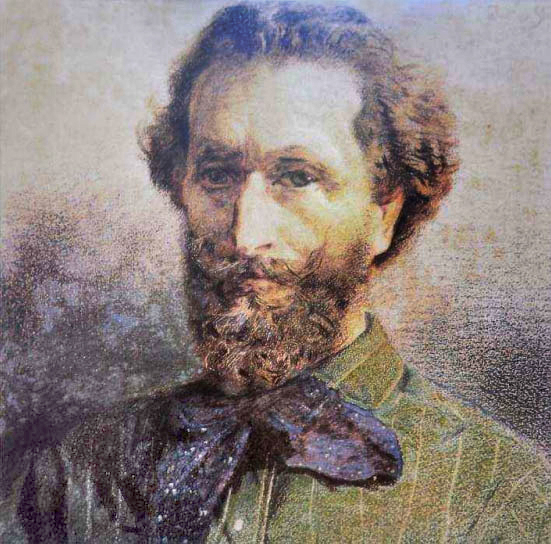
خودنگاره (پس از سال ۱۹۰۰ میلادی، گالری هنر ملی لویو)

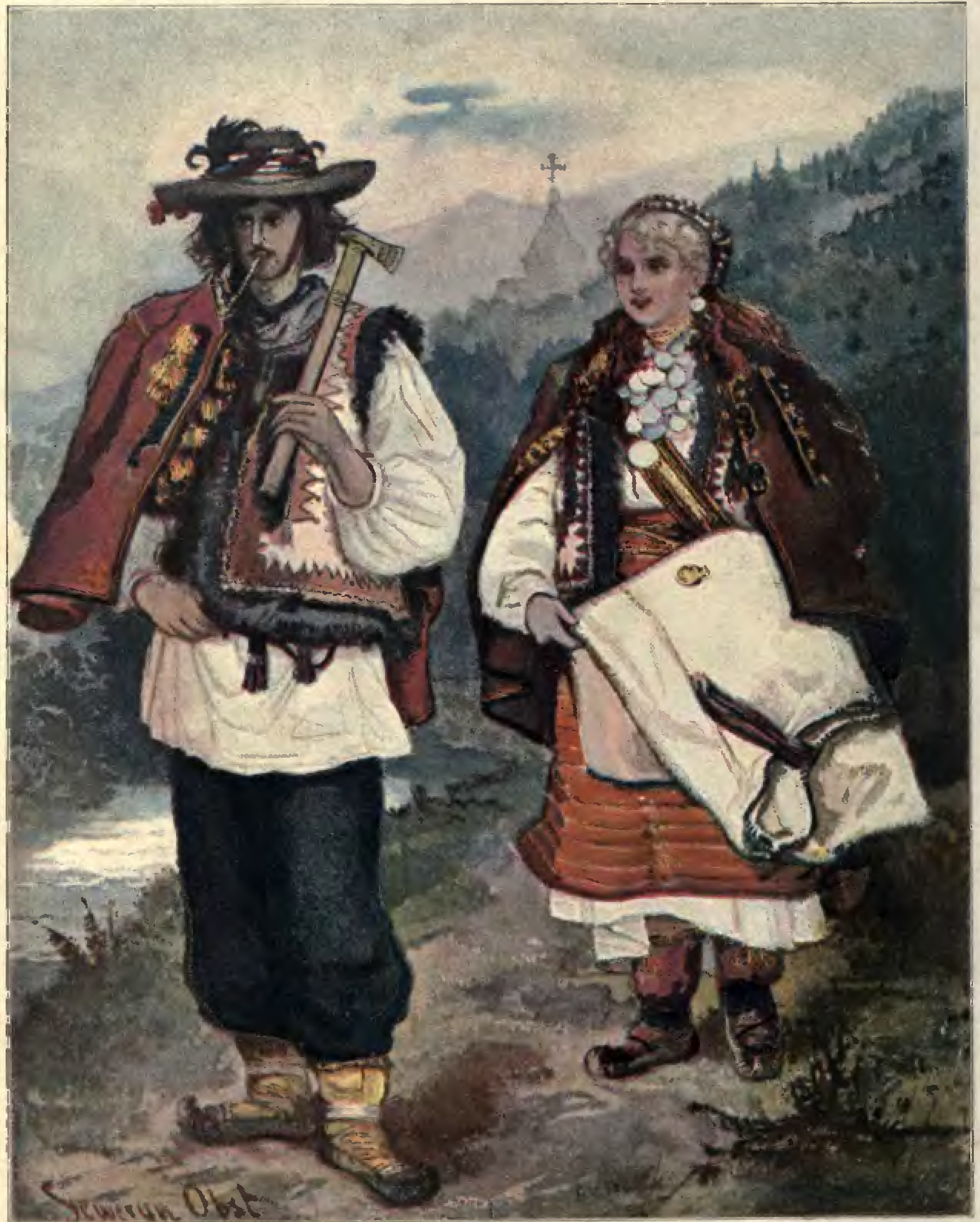
زوج هوتسول، ۱۹۰۲ میلادی

سورین لئوپولد اُبست (به انگلیسی: Seweryn Obst) (زادهٔ ۲۹ دسامبر ۱۸۴۷ میلادی – درگذشتهٔ ۲ ژانویه ۱۹۱۷ میلادی) نقاش، تصویرگر و قوم‌نگار لهستانی بود.

## زندگی

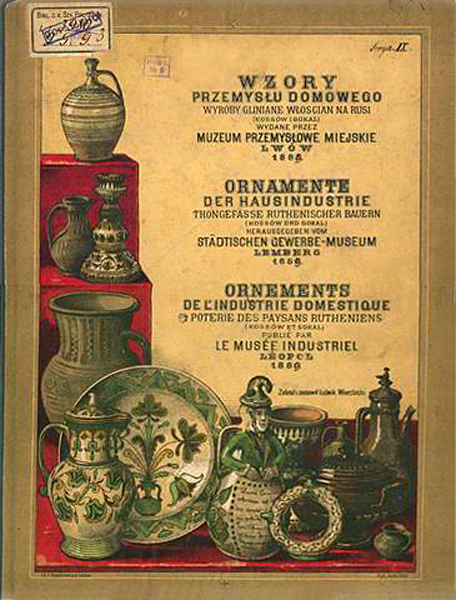
جلد کتاب «نمونه‌های صنایع‌دستی خانگی» (سفال دهقانان در روسیه)

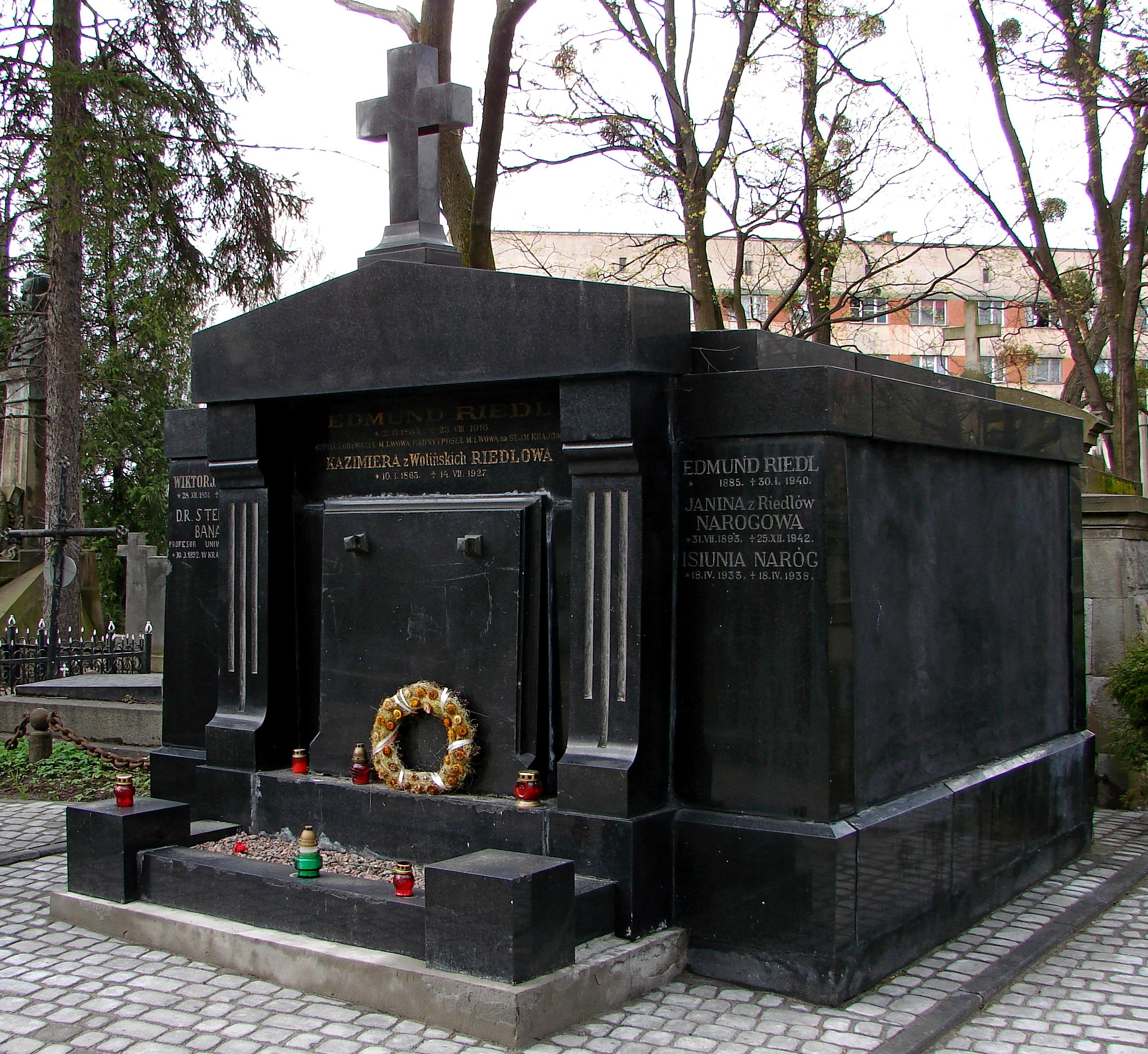
مقبرهٔ خانوادهٔ ریدلف در گورستان لیچاکف، مکان دفن سورین اُبست

سورین اُبست در برزو نیژنی، نیژنی بریزیو کنونی [متن اوکراینی]، کوسیو رایون، اوکراین به دنیا آمد.
سورین اُبست در چندین مدرسهٔ محلی در سراسر گالیسیا و وولینیا تحصیل کرد، سپس در سال ۱۸۶۴ میلادی برای تحصیل در آکادمی هنرهای زیبا در وین رفت و در آنجا با کارل فون بلاس (Karl von Blaas) و ادوارد فون انگرث (Eduard von Engerth) تحصیل کرد. او همچنین از کریستین روبن (Christian Ruben) درس خصوصی گرفت. در سال ۱۸۷۴ میلادی او به خانه بازگشت و پرتره‌های نقاشی زندگی خود را برای خانواده‌های اصیل، از جمله بوهوسویچ‌های بوکوفینا و زادوروویچ‌های تولوماچ رایون ساخت.
او از کودکی به منطقه هوتسول علاقه داشت و چندین سال در آنجا ساکن بود و همچنین در ورخوینا و یارمچا زندگی می‌کرد. او نه تنها صحنه‌هایی از زندگی هوتسول‌ها را نقاشی کرد، بلکه داستان‌ها و اشیاء عامیانه را جمع‌آوری کرد و مطالعات قوم‌نگاری انجام داد. او با برخی از آنچه دید، دو آلبوم از طرح‌های نقوش تزئینی از فلزکاری، کنده‌کاری، بافندگی و گل‌دوزی خلق کرد. این آلبوم‌ها به موزۀ دزیدوشیکی (Dzieduszycki Museum) [متن لهستانی]، در لوو (Lwów) ارائه شد.
او در سال ۱۸۸۳ میلادی به لوو (اکنون لویو، اوکراین، سپس به‌طور رسمی به لمبرگ) نقل مکان کرد و برای کتاب‌های متعددی در مورد هنرها و صنایع‌دستی دهقانان تصویرسازی کرد. برخی از آنها توسط ولودیمیر شوخویچ (Wołodymyr Szuchewycz) در مطالعات قابل توجه خود دربارهٔ هوتسول‌ها استفاده شد. تا سال ۱۸۹۸ میلادی کارگاهی داشت که در آن نقاشی نیز تدریس می‌کرد. او آثارش را در سراسر منطقه و لندن به نمایش گذاشت. پس از سال ۱۹۱۰ میلادی، او در خانهٔ سالمندان برای هنرمندان، زندگی می‌کرد. در سال ۱۹۱۲ میلادی یک مراسم مروری بر آثار اُبست برگزار شد.
نهایتاً او در ۲ ژانویهٔ سال ۱۹۱۷ میلادی در لمبرگ درگذشت؛ او را در گورستان لیچاکف در مقبرهٔ خانوادهٔ ریدلف به خاک سپردند.